# Hornstedtia tomentosa
Hornstedtia tomentosa là một loài thực vật có hoa trong họ Gừng. Loài này được (Blume) Bakh.f. mô tả khoa học đầu tiên năm 1963.